# 清水晶
清水 晶（しみず あきら、1916年8月27日 - 1997年4月30日）は、日本の映画評論家、編集者である。『映画評論』編集長、フィルム・ライブラリー協議会（のちの川喜多記念映画財団）事務局長、川喜多記念映画財団常務理事、慶應義塾大学講師等を歴任した。

## 人物・来歴
1916年（大正5年）、東京府東京市（現在の東京都）に生まれる。
東京帝国大学（現在の東京大学）文学部美学科に入学、在学中の1938年（昭和13年）、映画評論を開始する。1941年（昭和16年）、同学を卒業、日本映画雑誌協会に勤務する。1942年（昭和17年）、中国の上海に渡り、中華電影公司に入社する。1943年（昭和18年）、帰国し、『映画評論』誌の編集長に就任する。1944年（昭和19年）、松竹大船撮影所に入社、企画部に勤務する。
第二次世界大戦後の1946年（昭和21年）、モーション・ピクチュア・ライブラリーの編集長となり、アメリカ映画を中心に、英和対訳シナリオを編集する。1949年（昭和24年）、再度、『映画評論』誌の編集長に就任する。
1951年（昭和26年）、東和映画（現在の東宝東和）に入社する。同社で、宣伝課長、製作部長を歴任する。1960年（昭和35年）、同社を退社し、フィルム・ライブラリー協議会（のちの川喜多記念映画財団）の事務局長に就任する。その傍ら、1971年（昭和46年）から慶應義塾大学で講師として映画史の教鞭をとる。
東宝東和の社史編纂に携わり、『東和の半世紀』を1978年（昭和53年）に同社から上梓した。
1982年（昭和57年）、フィルム・ライブラリー協議会が川喜多記念映画財団を改称、財団法人に改組し、常任理事に就任、事務局長を兼務する。同年、慶應義塾大学講師を退任した。
1991年にフランス芸術文化勲章シュヴァリエ章を受章、1996年に日本映画ペンクラブ賞功労賞を受賞。
1997年（平成9年）4月30日、肺癌のため死去した。満80歳没（享年82）。
鉄道時刻表の愛好家でもあり、関連書籍を数冊執筆している。

## フィルモグラフィ
- 『ピンポンは国境を越えて 友情開花』 : ドキュメンタリー映画、1972年 - 字幕監修
- 『ピクー』 : 監督サタジット・レイ、1981年 - 字幕

## ビブリオグラフィ
国立国会図書館蔵書。
- 『ガリヴァー旅行記』、モーション・ピクチュア・ライブラリー、ジョナサン・スウィフト、世界文庫、1948年4月 - 翻訳
- 『映画作品辞典』、アテネ文庫、共著筈見恒夫、弘文堂、1954年
- 『東和の半世紀』、東宝東和、1978年4月[2][3]
- 『映画なんでも小事典』、編著田中純一郎、執筆岡田豊・川本三郎・小藤田千栄子・佐藤忠男・滋野辰彦・島崎清彦・園崎昌勝・山田和夫・吉岡俊雄、現代教養文庫 / 社会思想社、1980年1月 - 執筆参加
- 『映画が王様の国』、共著佐藤忠男、話の特集、1982年10月[2][5]
- 『中華電影史話』、共著辻久一、凱風社、1987年8月
- 『銀幕の顔』、社会保険研究所、1991年9月 ISBN 4882492113
- 『日米映画戦』、青弓社、1991年12月
- 『戦争と映画』、社会思想社、1994年12月 ISBN 4390603825
- 『上海租界映画私史』、新潮社、1995年11月 ISBN 4104082015
- 『中華電影史話』新装版、共著辻久一、凱風社、1998年6月 ISBN 4773622121

## 鉄道関連の著作
- 『たのしい時刻表』、読売新書、1972年7月15日
- 『新・たのしい時刻表』、読売新書、1973年
- 『時刻表に強くなる』、読売新書、1975年7月15日
- 『新・時刻表に強くなる』、読売新書、1976年12月